# Calophya flavida
Calophya flavida är en insektsart som beskrevs av Schwarz 1904. Calophya flavida ingår i släktet Calophya och familjen Calophyidae. Inga underarter finns listade i Catalogue of Life.